# Ulmus kunmingensis
Ulmus kunmingensis — вид квіткових рослин з родини в'язових (Ulmaceae). Поширення: Південно-Центральний і Південно-Східний Китай (Гуансі, Гуйчжоу, Сичуань, Юньнань).

## Морфологічна характеристика
Гілки пагонів іноді зі здуттям та нерівномірно поздовжньо тріщинуватим корковим шаром. Листкова пластинка знизу з пухнастими волосками в пазусі жилок. 

## Середовище
Населяє гірські ліси; на висотах 600–1800 метрів.